# Poussière d'ange
Poussière d'ange (en francès Pols d'àngel) és una pel·lícula francesa dirigida per Édouard Niermans, estrenada el 1987.

## Sinopsi
Des que la seva dona, Martine, el va deixar per un tal Igor, l'inspector Simon Blount està deprimit: es vesteix com un vagabund i recorre els bars fins al punt de ser "recollit" pels seus companys. Mentre els seus companys qüestionen els testimonis del robatori a la caixa d'estalvis, el comissari Florimont li confia un cas banal de robatori en un supermercat. Durant la seva investigació, coneix la Violetta, una perdedora que s'ocupa a la reserva de l'establiment.

## Repartiment
- Bernard Giraudeau : Simon Blount
- Fanny Bastien : Violetta
- Fanny Cottençon : Martine
- Jean-Pierre Sentier : Landry
- Michel Aumont : Florimont
- Gérard Blain : Broz
- Luc Lavandier : Gabriel Spielmacher
- Yveline Ailhaud : La mare
- Louis Audubert : el marit de Cindy
- James Bakech : el lladre de la caixa
- Pierre Belot : Le maître d'hôtel
- Patrick Bonnel : Malpêche
- Bertie Cortez : Roberto Canovas
- Valérie Deronzier: Una minyona
- Max Fournel: El pare
- François Giombini: secretari de Broz
- Jean-Pierre Hutinet: El gegant del supermercat
- André Julien: Strauss
- Daniel Laloux: El metge forense
- Jean-Marie Lemaire: Un inspector
- Henri Marteau: Igor Malevitch
- Marie Matheron: L'arxivera en formació
- Georges Montillier: Jean-Etienne
- Marie-Thérèse Orain: Sra. Menange
- Alexander Pandev: Cindy Ballouche
- Patrick Paroux: L'arxiver
- Pascal Pistacio: El petit lladre
- Juliette Rennes: Nina
- Serge Ridoux: El propietari del bar
- Luc Rosello: L'indicador
- Daniel Russo: Melcior
- Véronique Silver: Sra. Bouche
- Alain Stern: El conserge de l'hotel

## Premis
El 1986 va guanyar la Palmera d'Or a la millor pel·lícula i el Premi Pierre Kast al millor guió a la VIII edició de la Mostra de València.